# Embraer 145 AEW&C

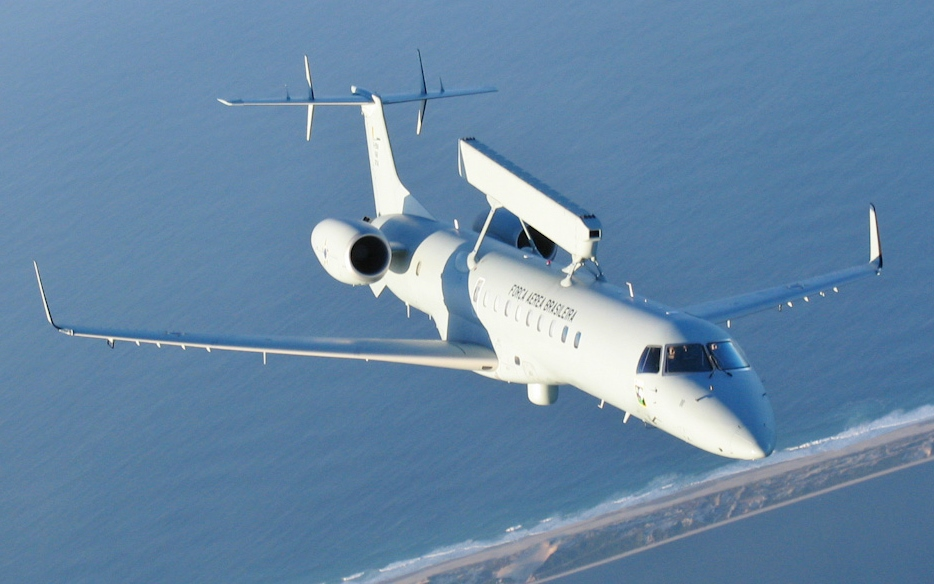
Embraer E-99 de la Fuerza Aérea Brasileña.

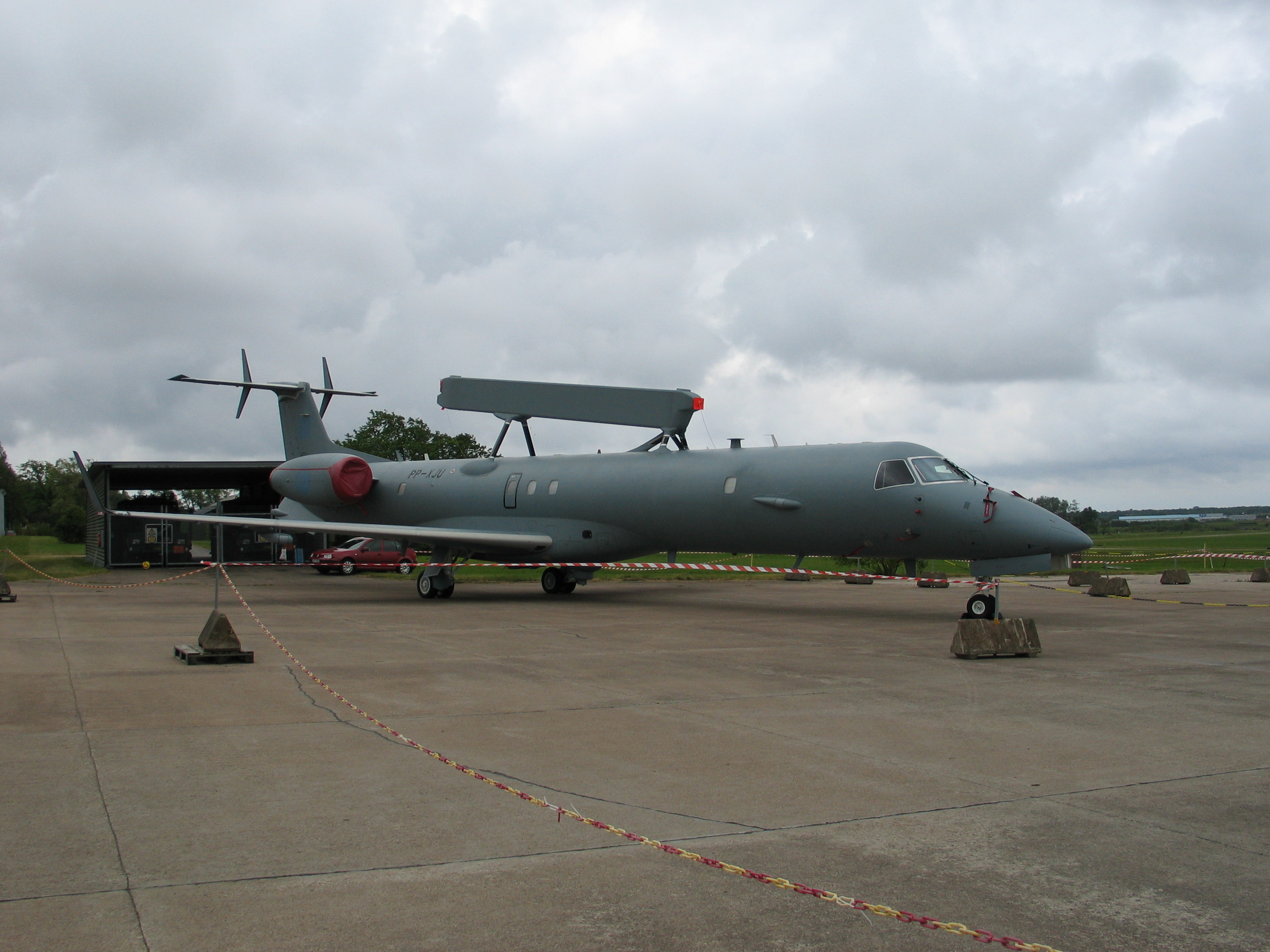
Embraer R-99A de la Fuerza Aérea Helénica.

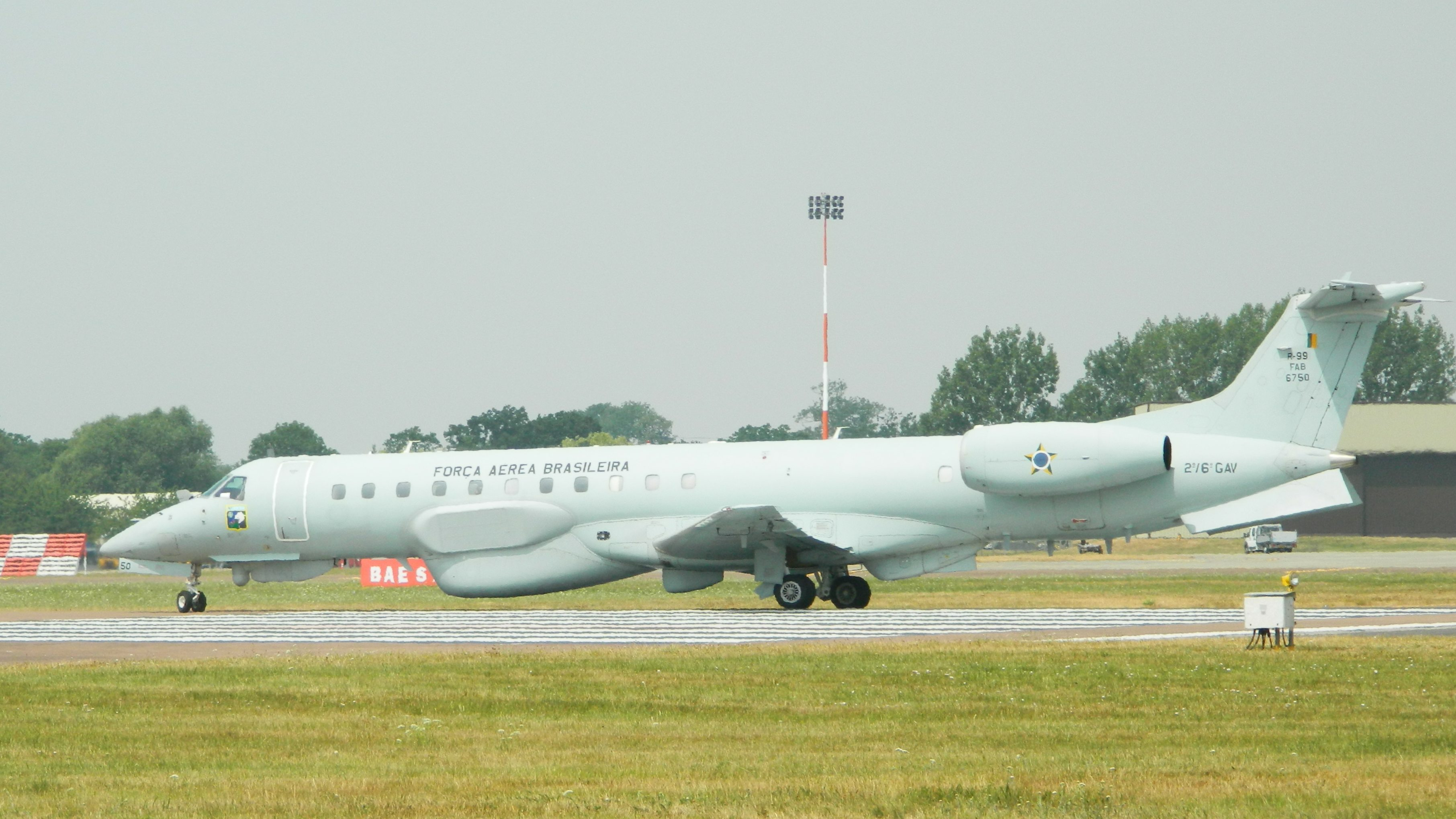
Embraer R-99B de la Fuerza Aérea Brasileña en el Royal International Air Tattoo 2013 en la Base Aérea de Fairford.

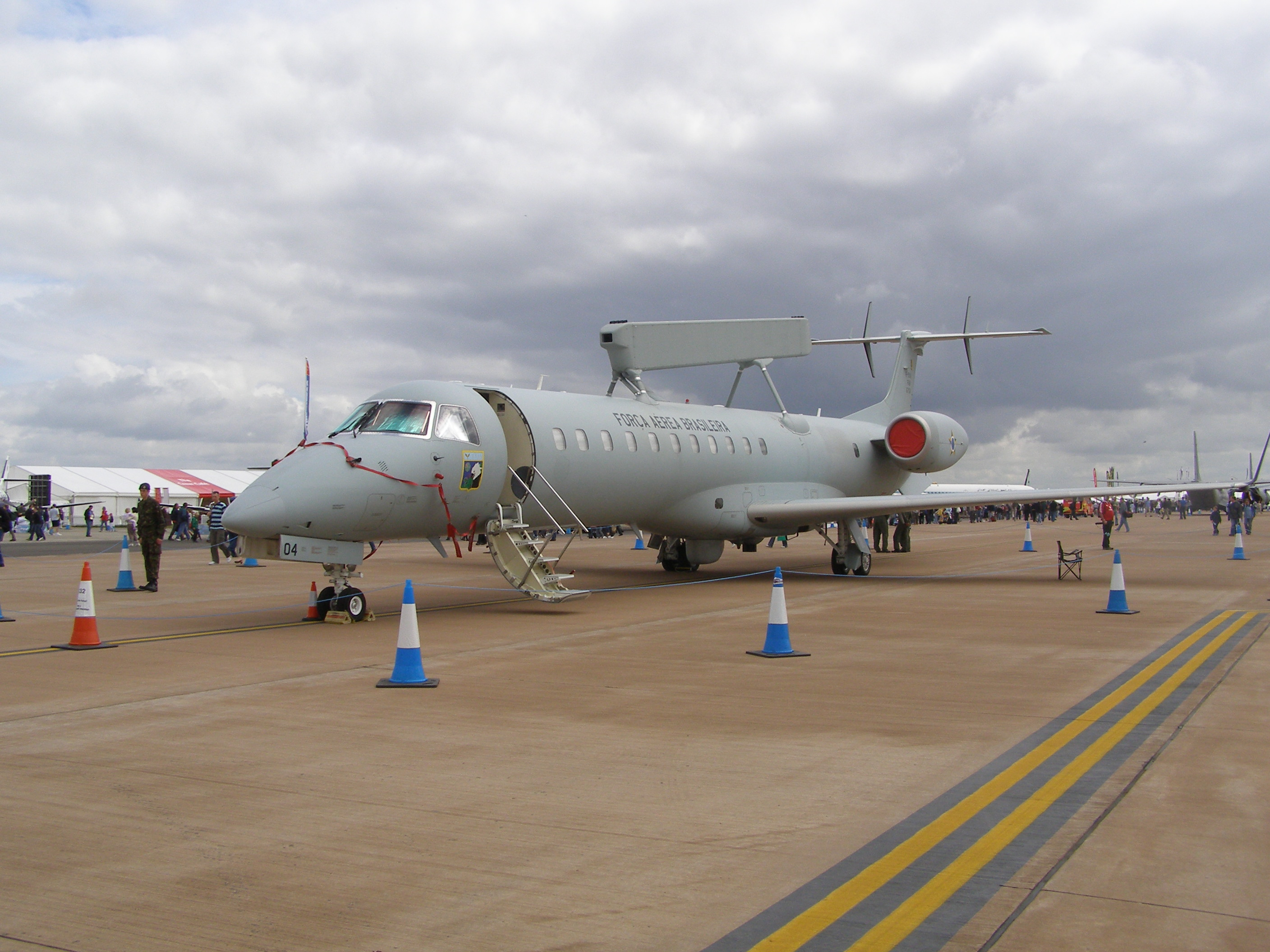
R-99A de la Fuerza Aérea de Brasil.

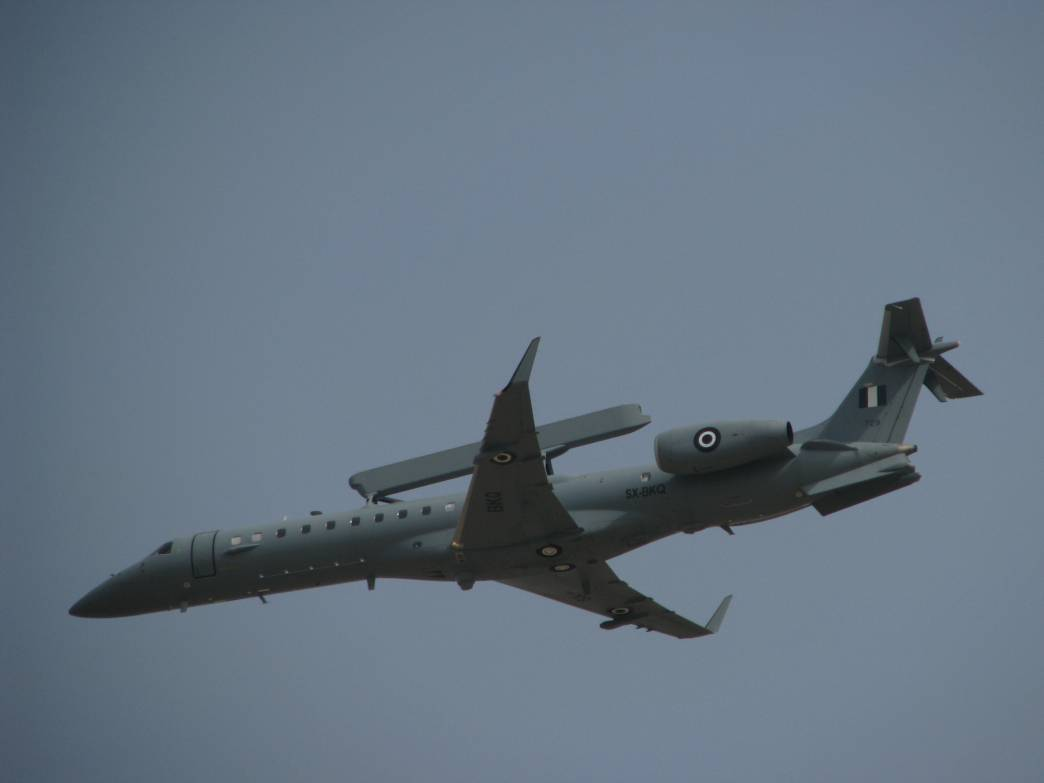
Embraer E-99 de la Fuerza Aérea Griega en vuelo.

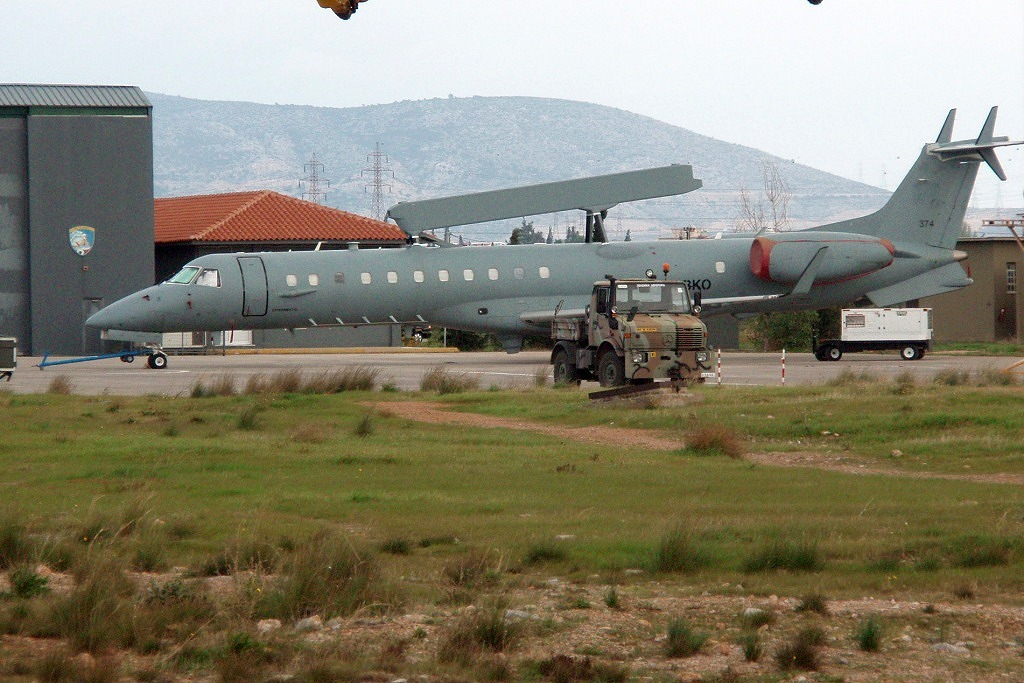
Embraer E-99 de la Fuerza Aérea Griega en tierra.

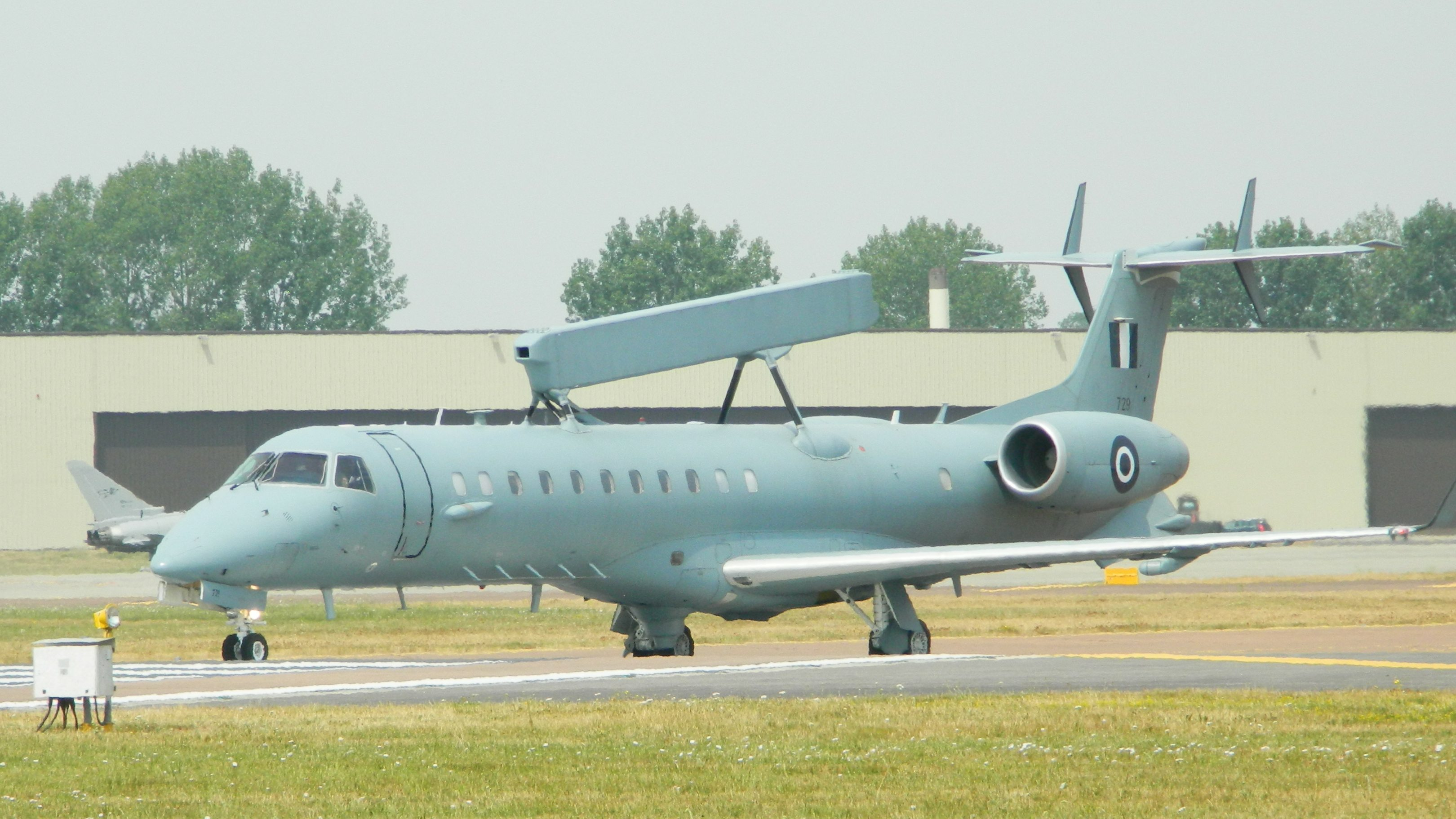
EMB145 de la Fuerza Aérea Griega

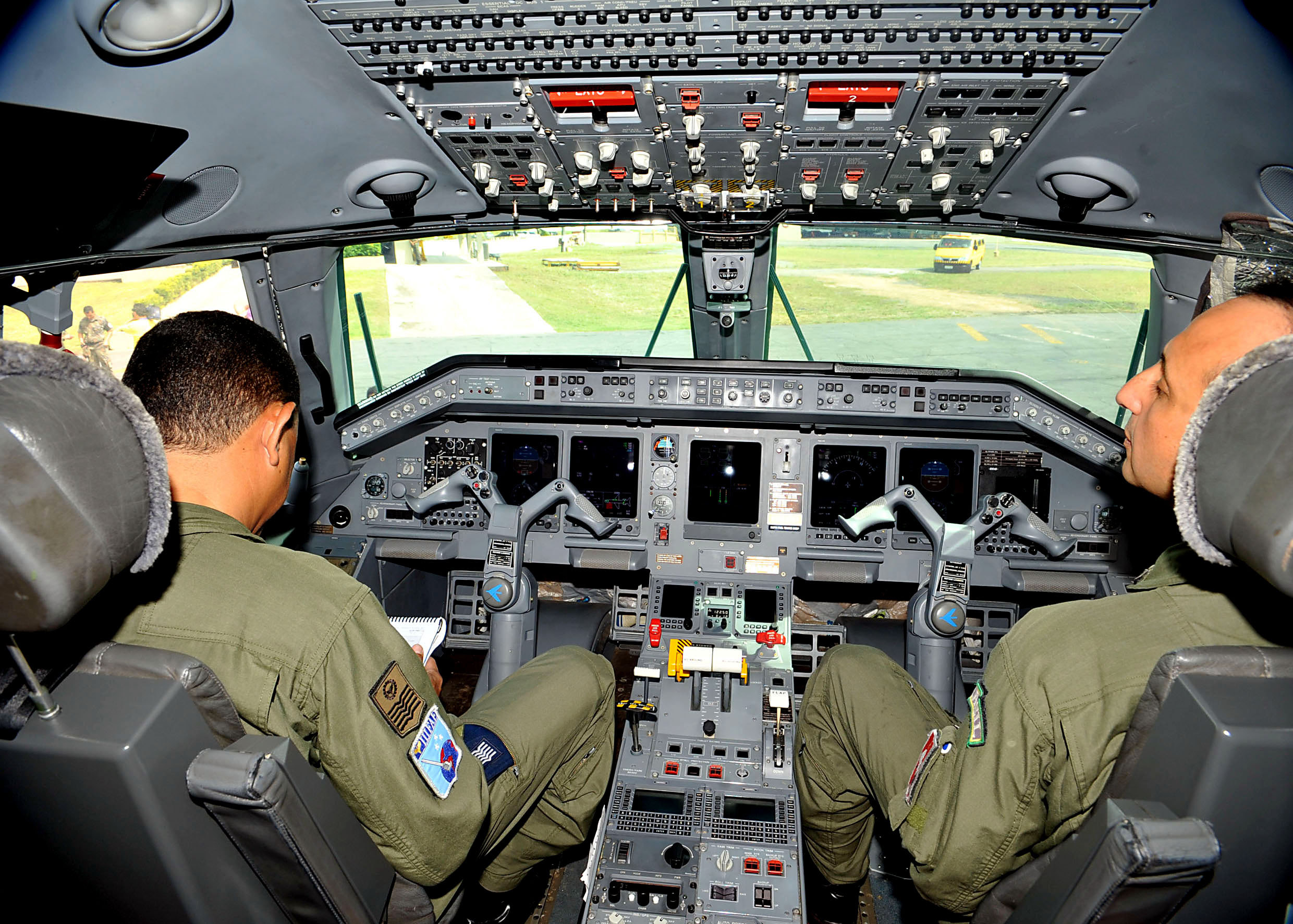
Cabina de un Embraer R-99 de la Fuerza Aérea Brasileña.

El Embraer 145 AEW&C (acrónimo en inglés de Airborne Early Warning and Control, «alerta temprana y control aerotransportado»), es una conversión del avión comercial brasileño Embraer 145 para fines militares, con capacidad autónoma de vigilancia y control aéreo. Está equipado con motores turbofán Rolls-Royce AE 3007 modificados para proporcionar un 20% más de empuje que en la versión civil. Realizó su primer vuelo en 1999.

## Diseño
Es una variante de conversión de un avión civil ERJ 145, a un avión para uso militar tipo avión Radar AWACS, equipado con un "Radar Plano" Radar AESA, instalado sobre el fuselaje central de la nave, para misiones de reconocimiento, patrulla marítima y guía de ataque.
Tiene un ala ligeramente flechada (22.3°) con winglets, así como motores traseros montados junto al fuselaje central, cola en "T", gran alcance y velocidad superior a la de un avión de turbo hélice. Transporta el sistema de "Radar Plano" Erieye, diseñado en Suecia, para misiones de patrulla sobre el mar y territorios costeros, puede detectar múltiples objetivos enemigos, enviar la información a la Base de Comando en tierra, para enviar los aviones de interdicción aérea, combate aéreo y ataque naval. Puede detectar el ataque de misiles, barcos, helicópteros y aviones de combate enemigos, para extender el área de operación de "Ala de combate", y colaborar en las misiones de vigilancia naval, lucha contra el narcotráfico, control de fronteras y mantener la soberanía del mar territorial, en países que tengan territorios de ultra mar que necesiten defender. Equipado con motores gemelos (Rolls-Royce AE 3007), sistema de control FADEC (Full Authority Digital Engine/Electronic Control), en una versión de alcance extendido y rendimiento mejorado, en condiciones cálidas para vuelos de patrulla sobre el mar, ofrece  versatilidad para la tripulación, para que puedan trabajar en equipo.
Para extender el área de operación del "Ala de combate", al tener mayor capacidad para detectar objetivos enemigos a más de 300 kilómetros de distancia, superando la capacidad de rastreo de los radares equipados en los aviones de combate convencionales.
Este nuevo sistema de vigilancia y alerta temprana, conformado por un moderno Radar AESA, instalado sobre el fuselaje de un avión militar, pueda producir numerosos "sub-haces" y detectar, un número mayor de objetivos enemigos; los transmisores de estado sólido de esta nueva generación de radares, instalados a los costados de un panel plano y aerodinámico, sobre el fuselaje central del avión, son capaces de transmitir con eficacia, en una gama mucho más amplia de frecuencias, con la capacidad para cambiar su frecuencia de funcionamiento, con cada pulso enviado por el radar, para que su señal de radar no pueda ser detectada por el enemigo, también pueden producir rayos que consisten en muchas frecuencias diferentes a la vez, para tener la capacidad de formar múltiples haces, para escanear diferentes lugares en el cielo, sin necesidad de tener una base motorizada de dirección mecánica, para girar la antena convencional y poder rastrear, solo una parte del cielo con cada giro de la antena, como los radares convencionales de una generación anterior.
Las ondas múltiples y las frecuencias de barrido de este nuevo sistema de Radar AESA, crean múltiples dificultades, para la tradicional defensa de detectores de radar de los aviones de combate y barcos de guerra, para una baja probabilidad de intercepción de la señal emitida por este nuevo sistema de radar, porque el receptor de la señal de radar tiene siempre una ventaja sobre el sistema de radar, en términos de alcance, siempre será capaz de detectar la señal de radar que trata de detectarlo "iluminarlo", mucho antes de que la estación de radar, pueda ver el objetivo del eco de radar, que retorna de la señal original de radar que envió primeramente, luego puede cambiar su señal de radar para detectar nuevamente al objetivo enemigo y evitar los sistemas de ocultamiento de radar de los modernos aviones de combate, para seguir rastreando al objetivo con diferentes frecuencias de radar y puede operar como un avión ligero guía de batalla tipo Boeing E-3 Sentry en caso de un conflicto armado, lo que permite a los aviones de combate mantener su radar apagado y volar como aviones furtivos, al recibir las señales de radar en sus computadores de vuelo con otras ondas de radio UHF desde el avión radar guía de batalla, que se encuentra volando a varios kilómetros de distancia del ala de combate, incluso en otra dirección y altitud, lejos de la zona de combate.

## Futuro
Embraer y la Fuerza Aérea de Brasil (FAB) firmaron un contrato para modernizar cinco naves EMB 145 AEW & C (Airborne Alerta Temprana y Control), por un valor aproximado de US$ 215 millones de dólares, con la actualización de los sistemas de guerra electrónica, sistemas de mando y control, contramedidas electrónicas y radares de vigilancia aérea. Atech, participa en el desarrollo del sistema de mando y control de la nave en Brasil. El contrato también comprende seis equipos simuladores de vuelo en tierra, estaciones de planificación de la misión y de análisis de vuelo, que se empleará en la formación y la mejora de las tripulaciones que volarán estos aviones de vigilancia en el futuro.
El jet ejecutivo regional ERJ 145, tiene más de 1.100 unidades vendidas y 19 millones de horas de vuelo con éxito, el nuevo avión E-99 operado por (FAB) es capaz de detectar, rastrear e identificar varios blancos enemigos en su zona de patrulla y transmitir esta información en forma electrónica, a las fuerzas aliadas en el aire y en tierra. El avión militar puede realizar la gestión del espacio aéreo, la posición de combate y control de interceptación de aviones de combate enemigos, inteligencia de señales y las misiones de vigilancia. También se utiliza para vigilar las zonas de pesca, el Mar Territorial y garantizar la seguridad de los grandes eventos deportivos del Mundial de Fútbol y las Olimpiadas, que tendrán lugar en Brasil en los próximos años.
Esta actualización de aviones ejecutivos de transporte a aviones militares, permitirá a la Fuerza Aérea de Brasil (FAB) seguir operando con excelencia una parte importante del sistema nacional de defensa aérea, el avión militar de Comando Aéreo, guía de ataque y Alerta Temprana E-99 desempeña un papel estratégico dentro de la (FAB) en el control del espacio aéreo y la vigilancia de las fronteras de Brasil, es la columna vertebral del sistema de defensa del país.
Durante la década pasada, la Fuerza Aérea de Brasil confirmó el alto valor de estos aviones de alerta temprana y control en el cumplimiento de su misión, construidos sobre el fuselaje de un avión de transporte ejecutivo, el Programa de Aviones de Coordinación de Batalla y Comité para la Fuerza Aérea Brasileña, considera que mantener actualizados estos aviones militares y la ampliación de su capacidad operativa, asegurará que seguirá contribuyendo de manera significativa a la eficiencia de la Fuerza Aérea Brasileña, con un avión de Comando Aéreo eficiente y económico, que se podrá ofrecer a otros países en el nuevo siglo.

## Variantes
- El Embraer R-99 es un avión de teledetección que emplea un radar de apertura sintética y tecnología FLIR (Forward Looking InfraRed), además de un escáner multiespectral.

- El Embraer E-99 es un alerta temprana y control aerotransportado (AEW&C) equipado en su parte superior con el sistema Erieye creado por la compañía sueca Saab, que consiste en un radar plano que proporciona una cobertura de 360 grados con un alcance instrumental de 450 km, o de 350 km en el caso de entornos de guerra electrónica hostil.

- El Embraer E-99M es un alerta temprana y control aerotransportado (AEW&C) equipado en su parte superior con el sistema Erieye-ER creado por la compañía sueca Saab, que consiste en un radar plano que proporciona una cobertura de 360 grados con un alcance instrumental de 732 km, Los motores de búsqueda se han vuelto más precisos ahora, pudiendo rastrear objetivos más pequeños, como embarcaciones, botes de goma y helicópteros en vuelo estacionario, Otros cambios en la aeronave incluyen nuevos conjuntos de comunicación, un sistema de identificación de amigos / enemigos (IFF) y un conjunto de inteligencia actualizada y equipo de autodefensa. Algunos de estos sensores están montados en las protuberancias esparcidas por el fuselaje del E-99M.

- El Embraer P-99 es un avión de patrulla marítima derivado del R-99. Puede ser equipado con 2 puntos de anclaje bajo las alas para poder lanzar torpedos o misiles antibuque tipo MBDA Exocet.

## Operadores
Brasil
La Fuerza Aérea Brasileña opera 3 R-99 y 5 E-99M 1
 Grecia
La Fuerza Aérea Griega opera 4 E-99.
 México
La Fuerza Aérea Mexicana opera 1 E-99 y 2 R-99.
 India
La Fuerza Aérea India opera 3 E-99I equipados con un radar AESA de fabricación nacional y distintos equipos electrónicos como Identification Friend or Foe (IFF), RWR (alerta de radar) o MWR (alerta de misiles).
| País operador | N.º de R-99 | N.º de E-99 | N.º de P-99 | N.º de Embraer ERJ 145 modificados | Total |
| ------------- | ----------- | ----------- | ----------- | ---------------------------------- | ----- |
| Brasil        | 3           | 5           | 0           | 0                                  | 8     |
| Grecia        | 0           | 4           | 0           | 0                                  | 4     |
| México        | 2           | 1           | 0           | 0                                  | 3     |
| India         | 0           | 3           | 0           | 0                                  | 3     |

## Especificaciones

### Características generales
- Tripulación: 3 (piloto, copiloto y sobrecargo)
- Capacidad: 44 pasajeros
- Longitud: 28,45 m
- Envergadura: 20,04 m
- Altura: 6,76 m
- Superficie alar: 51,2 m²
- Peso vacío: 11.740 kg
- Peso cargado: 17.100 kg
- Peso máximo al despegue: 21.100 kg
- Planta motriz: 2× turbofan Rolls-Royce AE 3007.
  - Empuje normal: 33 kN de empuje cada uno.

### Rendimiento
- Velocidad nunca excedida (Vne): 834 km/h
- Alcance: 3.019 km
- Techo de vuelo: 11.278 m
- Régimen de ascenso: 780 m/min
- Carga alar: 334 kg/m²

### Aeronaves similares
- Boeing 737 AEW&C
- Boeing P-8 Poseidon (Patrulla marítima)
- CASA C-295 AEW
- S-100B Argus
- Saab 2000 AEW&C